# Astley (Wielki Manchester)
Astley – wieś w Anglii, w hrabstwie ceremonialnym Wielki Manchester, w dystrykcie metropolitalnym Wigan. Leży 15 km na zachód od centrum miasta Manchester. Miejscowość liczy 11 654 mieszkańców.